# Walter Norden (Architekt)
Walter Norden (* 1885 in Strasburg an der Drewenz; † 17. August 1934 bei Freiburg im Breisgau) war ein deutscher Architekt und Rennfahrer.

## Leben
Norden kam 1908 als Architekt nach Bozen. Mitte der 1920er Jahre unterhielt er offenbar ein Büro in Berlin und beteiligte sich dort an einem Wettbewerb für die Erweiterung der Reichskanzlei. Später kehrte er nach Österreich zurück und hatte Büros in Lienz bzw. Innsbruck und Bozen.
Die von ihm geplanten Bauten befinden sich überwiegend in Tirol. Neben Wohn- und Geschäftsbauten plante er unter anderem Hotelbauten in Hofgastein (Hotel Behrens, 1923–25) und Lienz sowie Hochbauten für die Galzigbahn in St. Anton am Arlberg und für die Flexenbahn in Stuben.
Norden beteiligte sich an zahlreichen Wettbewerben, unter anderem für die Rosenkranzkirche mit Pfarrwidum und Kongregationskapelle in Bozen-Oberau (Geldpreis), das Verwaltungsgebäude der Sparkasse Lienz (2. Preis) und das Gebäude der Brauerei Kundl bei Wörgl im Unterinntal (1. Preis).
Neben seiner beruflichen Tätigkeit engagierte sich Norden als Amateurrennfahrer und ging in den 1930er Jahren mit seinem Alfa Romeo 1750 GS Spider etwa beim Mendelrennen, Kesselbergrennen und Zirler Bergrennen an den Start. Im August 1934 kam er bei einem Unfall auf dem Weg zum Training für das Schauinsland-Bergrennen bei Freiburg ums Leben.
Norden blieb unverheiratet. Seine letzte Ruhestätte fand er auf dem Waldfriedhof in München.

## Auszeichnungen
- Beuth-Preis (1927)

## Werke
- Nals, Schulhaus (1910)[4]
- Bozen-Gries, Hotel Guntschnahof, Fagenstraße 12 (1912)[5]
- Bozen, Landwirtschaftliche Genossenschaft Bozen, Piavestraße 8 (1912/13)
- Bozen, Geschäftshaus der Verlagsanstalt Tyrolia (1920/22, Wettbewerbsgewinn und Ausführung)[6]
- Innsbruck, Rettungsheim der Freiwilligen Rettungs-Gesellschaft Innsbruck (2. Preis und Ausführung)
- Kaltern bei Bozen, Keltereihaus (1928)
- Innsbruck, Umbau der Sparkasse (1928/29)[7]
- Bozen, Lagerhaus der Kunstmühle Rößler